# Vladimír Janočko
Vladimír Janočko (Košice, 2 dicembre 1979) è un ex calciatore slovacco, di ruolo centrocampista.

## Palmarès

### Club
- Campionato slovacco: 2

Košice: 1996-1997, 1997-1998
- Supercoppa di Slovacchia: 1

Košice: 1997
- Campionato austriaco: 2

Austria Vienna: 2002-2003
Salisburgo: 2006-2007
- Coppa d'Austria: 2

Austria Vienna: 2002-2003, 2004-2005
- Supercoppa d'Austria: 2

Austria Vienna: 2003, 2004

### Individuale
- Calciatore austriaco dell'anno: 1

2002
- Calciatore slovacco dell'anno: 1

2003